# DJ 스네이크
DJ 스네이크(DJ Snake, 1986년 6월 13일 ~ )는 프랑스의 DJ, 음악 프로듀서, 래퍼이다. 알제리 혈통이다.

## 음반 목록

### 정규 앨범
- Encore (2016)

### 싱글
- Turn Down for What (with 릴 존) (2013)
- Get Low (with 딜런 프랜시스) (2014)
- You Know You Like It (with 알루나조지) (2014)
- Lean On (with 메이저 레이저. feat. MØ) (2015)
- Middle (feat. 비폴라 선샤인) (2015)
- Talk (feat. 조지 메이플) (2016)
- Let Me Love You (feat. 저스틴 비버) (2016)